# اريك كامبل (لاعب كرة قاعدة)
اريك كامبل (بالإنجليزية: Eric Campbell) هو لاعب كرة قاعدة أمريكي، ولد في 9 أبريل 1987 في نورويتش في الولايات المتحدة.

## وصلات خارجية
- اريك كامبل على موقع دوري كرة القاعدة الرئيسي (الإنجليزية)
- اريك كامبل على موقع الدوري الياباني لكرة القاعدة (الإنجليزية)
- اريك كامبل على موقعبيزبول رفرنس.كوم (الدوري الرئيسي) (الإنجليزية)
- اريك كامبل على موقعبيزبول رفرنس.كوم (الدوري الثانوي) (الإنجليزية)
- اريك كامبل على موقع إي إس بي إن.كوم (أم.أل.بي) (الإنجليزية)
- اريك كامبل على موقع مشجعي الرسوم البيانية (الإنجليزية)